# Eslovenia en la Copa Mundial de Fútbol de 2010
La selección eslovena fue uno de los 32 equipos participantes del Mundial de 2010 realizado en Sudáfrica.
Entre sus jugadores destacados están Samir Handanović, Milivoje Novakovič, Zlatko Dedič y Robert Koren, bajo la conducción técnica del entrenador Matjaž Kek.

## Clasificación
Luego de la disputa del Grupo 3, Eslovenia culminó en la segunda posición por lo que se clasificó para disputar una serie de repesca frente a Rusia en noviembre de 2009.

### Grupo 3
| Equipo            | Pts | PJ | PG | PE | PP | GF | GC | Dif |
| ----------------- | --- | -- | -- | -- | -- | -- | -- | --- |
| Eslovaquia        | 22  | 10 | 7  | 1  | 2  | 22 | 10 | 12  |
| Eslovenia         | 20  | 10 | 6  | 2  | 2  | 18 | 4  | 14  |
| República Checa   | 16  | 10 | 4  | 4  | 2  | 17 | 6  | 11  |
| Irlanda del Norte | 15  | 10 | 4  | 3  | 3  | 13 | 9  | 4   |
| Polonia           | 11  | 10 | 3  | 2  | 5  | 19 | 14 | 5   |
| San Marino        | 0   | 10 | 0  | 0  | 10 | 1  | 47 | -46 |

| Fecha                    | Lugar      |                   |                              | Resultado                                                           |                              |                   |
| ------------------------ | ---------- | ----------------- | ---------------------------- | ------------------------------------------------------------------- | ---------------------------- | ----------------- |
| 6 de septiembre de 2008  | Breslavia  | Polonia           | Bandera de Polonia           | 1:1 (1:1) Archivado el 8 de septiembre de 2009 en Wayback Machine.  | Bandera de Eslovenia         | Eslovenia         |
| 10 de septiembre de 2008 | Maribor    | Eslovenia         | Bandera de Eslovenia         | 2:1 (1:0) Archivado el 5 de abril de 2010 en Wayback Machine.       | Bandera de Eslovaquia        | Eslovaquia        |
| 11 de octubre de 2008    | Maribor    | Eslovenia         | Bandera de Eslovenia         | 2:0 (0:0) Archivado el 15 de junio de 2009 en Wayback Machine.      | Bandera de Irlanda del Norte | Irlanda del Norte |
| 15 de octubre de 2008    | Teplice    | República Checa   | Bandera de República Checa   | 1:0 (0:0) Archivado el 1 de mayo de 2009 en Wayback Machine.        | Bandera de Eslovenia         | Eslovenia         |
| 28 de marzo de 2009      | Maribor    | Eslovenia         | Bandera de Eslovenia         | 0:0 Archivado el 31 de marzo de 2009 en Wayback Machine.            | Bandera de República Checa   | República Checa   |
| 1 de abril de 2009       | Belfast    | Irlanda del Norte | Bandera de Irlanda del Norte | 1:0 (0:0) Archivado el 3 de abril de 2009 en Wayback Machine.       | Bandera de Eslovenia         | Eslovenia         |
| 12 de agosto de 2009     | Maribor    | Eslovenia         | Bandera de Eslovenia         | 5:0 (2:0) Archivado el 17 de agosto de 2009 en Wayback Machine.     | Bandera de San Marino        | San Marino        |
| 9 de septiembre de 2009  | Maribor    | Eslovenia         | Bandera de Eslovenia         | 3:0 (2:0) Archivado el 13 de septiembre de 2009 en Wayback Machine. | Bandera de Polonia           | Polonia           |
| 10 de octubre de 2009    | Bratislava | Eslovaquia        | Bandera de Eslovaquia        | 0:2 (0:0) Archivado el 12 de octubre de 2009 en Wayback Machine.    | Bandera de Eslovenia         | Eslovenia         |
| 14 de octubre de 2009    | Serravalle | San Marino        | Bandera de San Marino        | 0:3 (0:1) Archivado el 18 de octubre de 2009 en Wayback Machine.    | Bandera de Eslovenia         | Eslovenia         |

### Repesca contra Rusia
La selección de Eslovenia que finalizó en el segundo lugar de su grupo, jugó una eliminación directa contra Rusia, que ocupó el cuarto lugar del Grupo 4, siendo Rusia cabeza de serie. La eliminatoria finalizó con el marcador global de 2-2, pero Eslovenia clasificó a la Copa Mundial de Fútbol debido a la regla del gol de visitante, ya que marcaron un tanto en el juego de ida, disputado en Moscú, lo cual no pudieron hacer los rusos en Maribor.
| 14 de noviembre de 2009, 19:00 (UTC+3) | Rusia                  | 2:1 (1:0) | Eslovenia  | Estadio Olímpico Luzhnikí, Moscú                                        |                                                                         |
|                                        | Bilyaletdinov 40', 52' | Reporte   | Pečnik 88' | Asistencia: 70.000 espectadores Árbitro(s): Claus Bo Larsen (Dinamarca) | Asistencia: 70.000 espectadores Árbitro(s): Claus Bo Larsen (Dinamarca) |

| 18 de noviembre de 2009, 20:45 (UTC+1) | Eslovenia | 1:0 (1:0) (Global 2:2 (v) | Rusia | Estadio Ljudski vrt, Maribor                                      |                                                                   |
|                                        | Dedič 44' | Reporte                   |       | Asistencia: 12.510 espectadores Árbitro(s): Terje Hauge (Noruega) | Asistencia: 12.510 espectadores Árbitro(s): Terje Hauge (Noruega) |

## Jugadores
| #     | Nombre                   | Posición      | Edad | PJ Sel | Club                 |
| ----- | ------------------------ | ------------- | ---- | ------ | -------------------- |
| 1     | Samir Handanovič         | Portero       | 25   | 39     | Udinese              |
| 2     | Mišo Brečko              | Defensa       | 26   | 31     | Köln                 |
| 3     | Elvedin Džinič           | Defensa       | 24   | 0      | NK Maribor           |
| 4     | Marko Šuler              | Defensa       | 27   | 17     | Gent                 |
| 5     | Boštjan Cesar            | Defensa       | 27   | 42     | Grenoble Foot 38     |
| 6     | Branko Ilič              | Defensa       | 27   | 37     | FC Moscú             |
| 7     | Nejc Pečnik              | Delantero     | 24   | 8      | Nacional Madeira     |
| 8     | Robert Koren             | Mediocampista | 29   | 46     | West Bromwich Albion |
| 9     | Zlatan Ljubijankič       | Delantero     | 26   | 17     | Gent                 |
| 10    | Valter Birsa             | Mediocampista | 23   | 34     | AJ Auxerre           |
| 11    | Milivoje Novakovič       | Delantero     | 31   | 38     | Köln                 |
| 12    | Jasmin Handanovič        | Portero       | 32   | 3      | AC Mantova           |
| 13    | Bojan Jokić              | Defensa       | 24   | 34     | Chievo Verona        |
| 14    | Zlatko Dedič             | Delantero     | 25   | 24     | Bochum               |
| 15    | Rene Krhin               | Mediocampista | 20   | 4      | Inter de Milán       |
| 16    | Jan Oblak                | Portero       | 17   | 0      | Olimpija Ljubljana   |
| 17    | Andraž Kirm              | Mediocampista | 25   | 26     | Wisla Cracovia       |
| 18    | Aleksandar Radosavljevič | Mediocampista | 31   | 15     | AE Larisa            |
| 19    | Suad Filekovič           | Defensa       | 31   | 13     | NK Maribor           |
| 20    | Andrej Komac             | Mediocampista | 30   | 41     | Maccabi Tel Aviv     |
| 21    | Dalibor Stevanovič       | Mediocampista | 25   | 15     | SBV Vitesse          |
| 22    | Matej Mavrič             | Defensa       | 31   | 32     | TuS Koblenz          |
| 23    | Tim Matavž               | Delantero     | 21   | 0      | FC Groningen         |
| D. T. | Matjaž Kek               |               |      |        |                      |

## Participación

### Grupo C
| Equipo         | Pts | PJ | PG | PE | PP | GF | GC | Dif |
| -------------- | --- | -- | -- | -- | -- | -- | -- | --- |
| Estados Unidos | 5   | 3  | 1  | 2  | 0  | 4  | 3  | 1   |
| Inglaterra     | 5   | 3  | 1  | 2  | 0  | 2  | 1  | 1   |
| Eslovenia      | 4   | 3  | 1  | 1  | 1  | 3  | 3  | 0   |
| Argelia        | 1   | 3  | 0  | 1  | 2  | 0  | 2  | -2  |

- Nota: La hora mostrada corresponde a la hora local de Sudáfrica (UTC+2).

| 13 de junio de 2010, 13:30 | Argelia | 0:1 (0:0) | Eslovenia | Estadio Peter Mokaba, Polokwane                                       |                                                                       |
|                            |         | Reporte   | Koren 78' | Asistencia: 30.325 espectadores Árbitro(s): Carlos Batres (Guatemala) | Asistencia: 30.325 espectadores Árbitro(s): Carlos Batres (Guatemala) |

| 18 de junio de 2010, 20:30 | Eslovenia                   | 2:2 (2:0) | Estados Unidos            | Estadio Ellis Park, Johannesburgo                                  |                                                                    |
|                            | Birsa 12' · Ljubijankič 41' | Reporte   | Donovan 47' · Bradley 81' | Asistencia: 45.573 espectadores Árbitro(s): Koman Coulibaly (Mali) | Asistencia: 45.573 espectadores Árbitro(s): Koman Coulibaly (Mali) |

| 23 de junio de 2010, 16:00 | Eslovenia | 0:1 (0:1) | Inglaterra | Est. Nelson Mandela Bay, Puerto Elizabeth                             |                                                                       |
|                            |           | Reporte   | Defoe 22'  | Asistencia: 36.893 espectadores Árbitro(s): Wolfgang Stark (Alemania) | Asistencia: 36.893 espectadores Árbitro(s): Wolfgang Stark (Alemania) |

Eslovenia debutó contra Argelia, Koren anotó al minuto 79' el único gol del partido.
En el segundo partido contra Estados Unidos, Birsa abrió el marcador al minuto 13' para Eslovenia, al 42' Ljubijankić extendió la ventaja de "Los Niños", al 48' Donovan descontó para Estados Unidos y al 82' Bradley empató el partido.
En el último partido se enfrentó a Inglaterra, Defoe anotó al minuto 79' el único gol del partido, Eslovenia estaba quedando eliminado del torneo, Estados Unidos y Argelia disputaban un partido al mismo tiempo, si Argelia ganaba o empataba, Eslovenia pasaría a Octavos de final, sin embargo al 90', Donovan hizo el gol para Estados Unidos, que pasó junto con Inglaterra a la siguiente ronda.